# 早川第一発電所

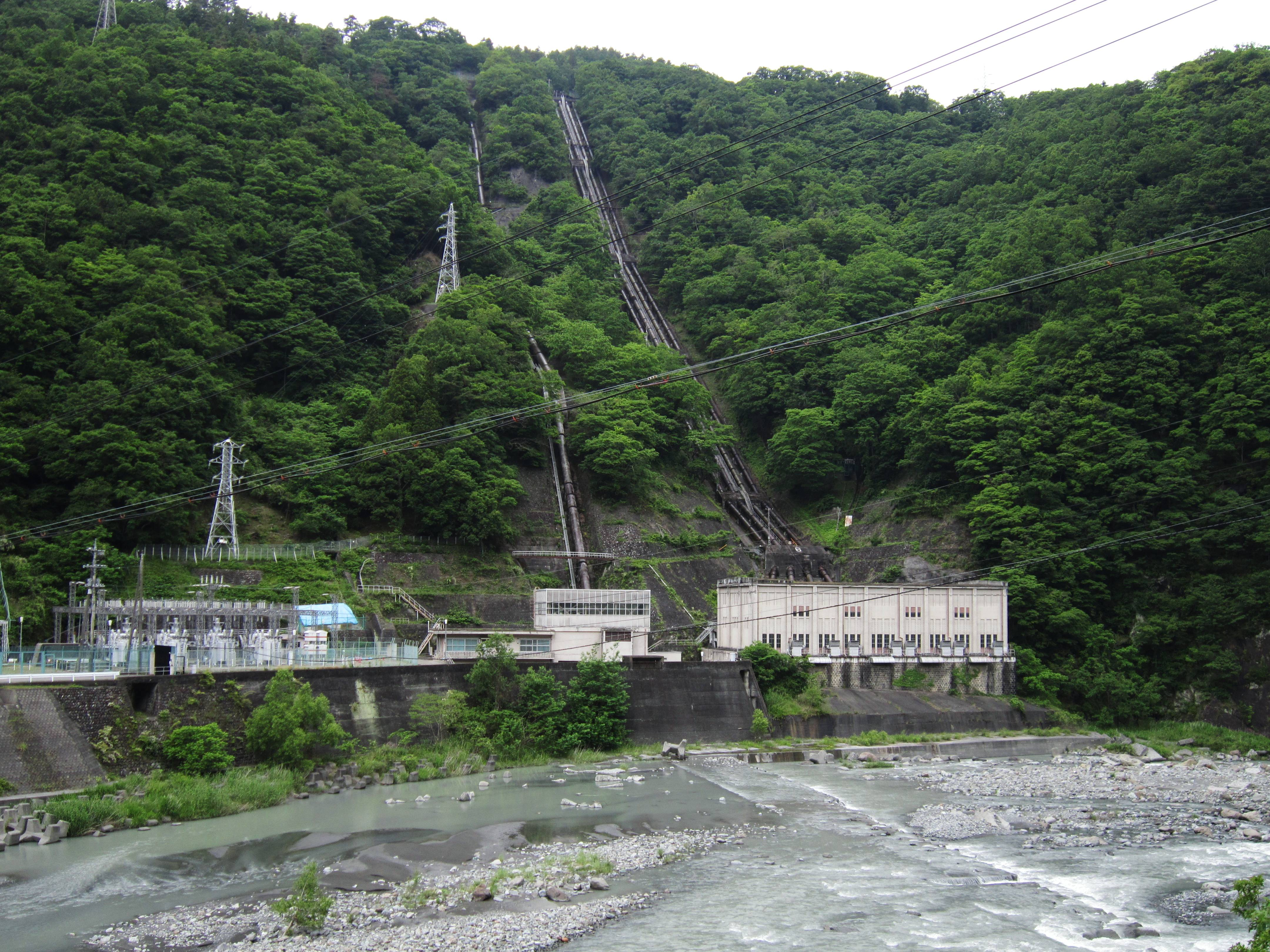
早川第一発電所外観

早川第一発電所（はやかわだいいちはつでんしょ）は、山梨県南巨摩郡早川町にある水路式水力発電所。早川電力によって造られ、その後東京電燈・日本発送電・東京電力を経て、2020年4月以降は東京電力リニューアブルパワーが運営・管理を行っている。最大出力51,200kW、常時出力10,400kWと富士川水系の水力発電所としては最大の出力をもつ。

## 概要
1923年（大正12年）運用開始と富士川（早川）水系にある水力発電所では最古の発電所である。また早川に多くある水力発電所では最も南側に位置している。
当初は早川から取水していたが、その後当発電所の上流域にある早川第三発電所（最大出力27,100kW）と大井川水系から取水している田代川第一発電所が完成するとそこから放流した水も利用している。取水した水は一度調整池に貯めてから228.9mの落差を利用し発電している。

## 発電設備
水車は横軸ペルトン水車4台と立軸フランシス水車1台、発電機は横軸三相交流同期発電機1台と立軸三相交流同期発電機1台である。